# Kvævefjellet
Kvævefjellet (norwegisch für Kesselberg) ist ein länglicher, 10 km langer Berg im ostantarktischen Königin-Maud-Land. Er wird am nördlichen Ende der Payergruppe vom Mount Fučík überragt, der infolge der Einwirkung des Eises in eine Reihe von Felsspornen erodiert ist, die kleine Talkessel einschließen.
Entdeckt und anhand von Luftaufnahmen kartiert wurde der Berg bei der Deutschen Antarktischen Expedition (1938–1939) unter der Leitung Alfred Ritschers. Eine neuerliche Kartierung anhand von Vermessungen und weiterer Luftaufnahmen erfolgte bei der Dritten Norwegischen Antarktisexpedition (1956–1960).